# Rémeldorf
Rémeldorf (actuellement Rémeldorff) est une ancienne commune de la Moselle en région Grand Est. Elle fut rattachée à Neunkirchen-lès-Bouzonville en 1837 et fait partie de cette commune actuellement.

## Géographie
Le village (une impasse bordée par la rivière Nied) est frontalier avec l'Allemagne.
Il s'est trouvé entre les postes-frontières allemand et français quand ils ont existé, soit de 1918 à 1940, puis de 1944 jusqu'à leur disparition.
La population actuelle est principalement allemande (sarroise) par résidences principales ou secondaires depuis les années 80, cela  bien que soumise au droit, à l'administration et à la fiscalité française. À l'inverse la population d'origine, française et germanophone, a eu tendance à migrer auparavant vers les villages environnants  ainsi qu'ailleurs en France et en Sarre.

## Toponymie
- Remmestorff (1429), Reimeldorff (XVIIe siècle), Rimeldorff (1604), Rimmeldorff (1633)[1], Rémeldorf (1793), Reimeldorf (1801)[2].
- En francique lorrain : Reimelduerf et Remeldrëf. En allemand standard : Remeldorf.

## Histoire
Village de la seigneurie de Fremersdorf en 1681. Était annexe de la paroisse de Neunkirchen. 

Détenu par la Prusse par le traité du 20 novembre 1815, puis restitué à la France par la convention du 23 octobre 1829.

## Démographie
| 1800 | 1821 | 1836 | 1900 |
| ---- | ---- | ---- | ---- |
| 42   | 45   | 120  | 73   |